# 保加利亚
保加利亚共和国（羅馬化：Republika Balgariya，發音：[rɛˈpublikɐ bɐɫˈɡarijɐ]），通稱保加利亞（羅馬化：Balgariya），是一個位於欧洲东南部巴尔干半岛上的国家。它与罗马尼亚、塞尔维亚、北马其顿、希腊和土耳其接壤，东部滨临黑海。

## 历史
现在的保加利亚北部相当于古代默西亞东部，而保加利亚南部相当于古代色雷斯北部。保加利亚古代居民为色雷斯人。公元1年前后此地成为罗马帝国的一部分，分属色雷斯省与默西亚省。随后拜占廷帝国将其继承。

### 第一帝国
斯拉夫入侵後不久，默西亞再次遭到入侵，這次是阿斯帕魯克汗領導下的保加尔人。他們的部落是舊大保加利亞的殘餘，這是一個已滅絕的部落聯盟，位於黑海以北，現在是烏克蘭和俄羅斯南部。680年，阿斯帕魯克汗擊敗拜占庭皇帝查士丁尼二世，與之立約，正式獲得拜占廷之多瑙河以南、巴爾幹山脈以北地區，建立保加利亞第一帝國。
繼任統治者在整個8世紀和9世紀加強了保加利亞人的國家。克魯姆引入了成文法典，並在普利斯卡戰役中擊退了拜占庭的一次重大入侵，其中拜占庭皇帝尼斯弗魯斯一世被殺。鮑里斯一世在864年皈依拜占庭承認的保加利亞教會，並採用了在首都普雷斯拉夫開發的西里爾字母。共同的語言、宗教和文字加強了中央權威，並逐漸將斯拉夫人和保加利亞人融合為一個使用單一斯拉夫語言的統一民族。
沙皇西緬死後，保加利亞因與馬扎爾人和佩切涅格人的戰爭以及博格米勒異端的蔓延而衰弱。在連續的羅斯和拜占庭入侵之後，普雷斯拉夫於971年被拜占庭軍隊佔領。帝國從薩繆爾的襲擊中短暫恢復，但這在1014年拜占庭皇帝巴西爾二世在克柳赫擊敗保加利亞軍隊時結束。薩繆爾在戰鬥後不久就去世了，到1018年拜占庭人已經征服保加利亞第一帝國，征服後，巴西爾二世通過保留當地貴族的統治，將他們融入拜占庭的官僚和貴族，並免除他們的土地以黃金納稅的義務，允許以實物徵稅，從而阻止了叛亂。保加利亞宗主教區被降格為大主教，但保留了它的自治地位和它的教區。

### 第二帝国
巴西爾死後，拜占庭的國內政策發生了變化，爆發了一系列不成功的叛亂，其中最大的叛亂由彼得·德利安領導。在曼齊克特對塞爾柱入侵者的軍事失敗後，帝國的權威下降了，十字軍東征進一步擾亂了帝國的權威。這阻止了拜占庭的希臘化嘗試，並為進一步的叛亂創造了肥沃的土壤。1185年，彼得四世、伊凡·阿森一世两兄弟率领保加利亚人再次起义，建立了保加利亚第二帝国，并迫使拜占廷于1187年承认其独立。阿森王朝第三位君主卡洛揚將他的統治範圍擴大到貝爾格萊德和奧赫里德。他承認教皇在精神上的至高無上，並從教皇特使那裡獲得了王冠。帝國在伊凡·阿森二世（1218-1241）統治下達到頂峰，當時其邊界擴展到阿爾巴尼亞、塞爾維亞和伊庇魯斯海岸，同時商業和文化蓬勃發展。
阿森二世死后，国势日衰。1242年，蒙古帝國的將領拔都率領的西征蒙古军入侵了保加利亞。1258年，阿森王朝被推翻。1261年，拜占廷进攻保加利亚，夺取安其亚鲁斯港与迈塞姆布里亚港。1265年，拜占廷皇帝迈克尔八世夺取保加利亚巴尔干山脉以南领土。1277年，蒙古金帳汗國入侵保加利亞北部，間接導致伊瓦伊洛起义爆发，起义声势浩大，国王被杀，伊瓦伊洛被拥戴为王，1278年起義軍佔領首都第诺伐。1279年2月，拜占庭军队趁機攻占第诺伐。1280年起义失败，伊瓦伊洛逃亡后被蒙古人所杀。1330年，保加利亚沦为塞尔维亚的附属国，此后又分裂为几个小国。

### 鄂圖曼统治
奧斯曼人在1340年代被拜占庭人僱傭為僱傭軍，但後來他們自己成為了入侵者。1362年，蘇丹穆拉德一世從拜占庭手中奪取了阿德里安堡；1382年索非亞陷落，1388年舒門陷落。奧斯曼帝國於1393年完成了對大部分保加利亞土地的征服，最後一個保加利亞人城市索佐波爾於1453年陷落。保加利亞貴族隨後被消滅，農民被奴役，而許多受過教育的神職人員逃往其他國家。
隨著奧斯曼帝國的勢力開始減弱，哈布斯堡王朝的奧地利和俄羅斯將保加利亞基督徒視為潛在的盟友。奧地利人首先支持了1598年在特爾諾沃的起義，然後是1686年的第二次起義，1688年的奇普羅夫齊起義，最後是1689年的卡爾波什起義。18世紀的西歐啟蒙運動影響了保加利亞民族覺醒的開始。導致了1876年的四月起義。在奧斯曼當局鎮壓叛亂時，多達30,000名保加利亞人被殺。1877年，俄羅斯向奧斯曼人宣戰，並在保加利亞叛軍的幫助下擊敗了他們。

### 保加利亞王国时期
透过《柏林条约》，保加利亚获得了自治的地位，成立半独立的保加利亚王国。1885年又推选出了自己的国王，实现了国家统一，在俄国等列强的支持下保加利亚大公国逐步摆脱奥斯曼统治并于1908年升格为王国，第一次巴尔干战争爆发后，保加利亚与塞尔维亚、黑山、希腊四国联手企图瓜分土耳其在欧洲部分的领土。保加利亚希望得到马其顿和爱琴海上的港口（尤其希望是萨洛尼卡），保军推进到伊斯坦布尔城下，但却落后希腊人一步进入萨洛尼卡。由于奥匈帝国与意大利王國不希望塞尔维亚与希腊壮大，联手阻止，搞出了一个独立的阿尔巴尼亚。这使得保加利亚无法与塞尔维亚、希腊履行战前的分配协议，带来了第二次巴尔干战争，这次塞尔维亚、希腊倒戈一击，再加上土耳其和罗马尼亚。结果保加利亚不仅失去了不少战利品，还把南多布罗加割给了罗马尼亚。

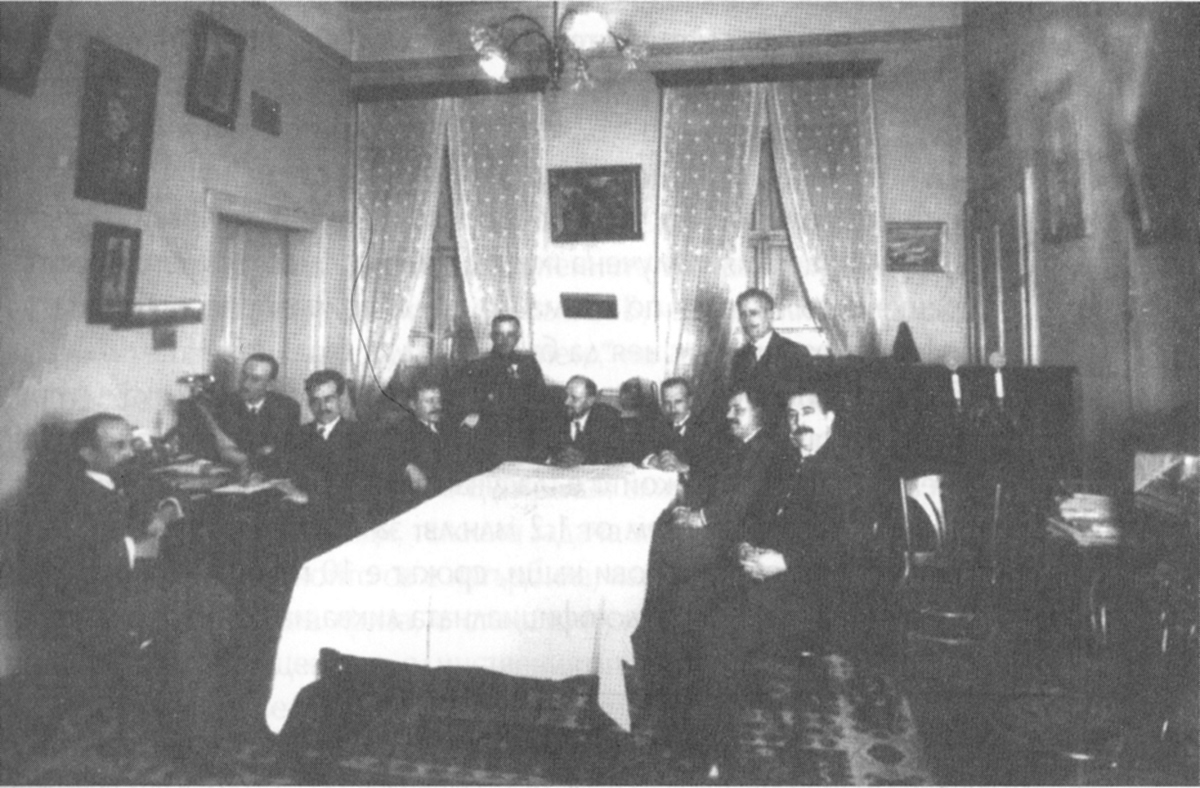
1923年的保加利亚政变导致王位的变化

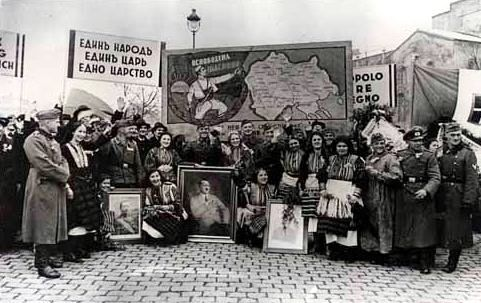
二战南斯拉夫戰役后进入北马其顿的保加利亚军队，后面宣传画为统一马其顿，传统上马其顿人被视为保加利亚的一部分

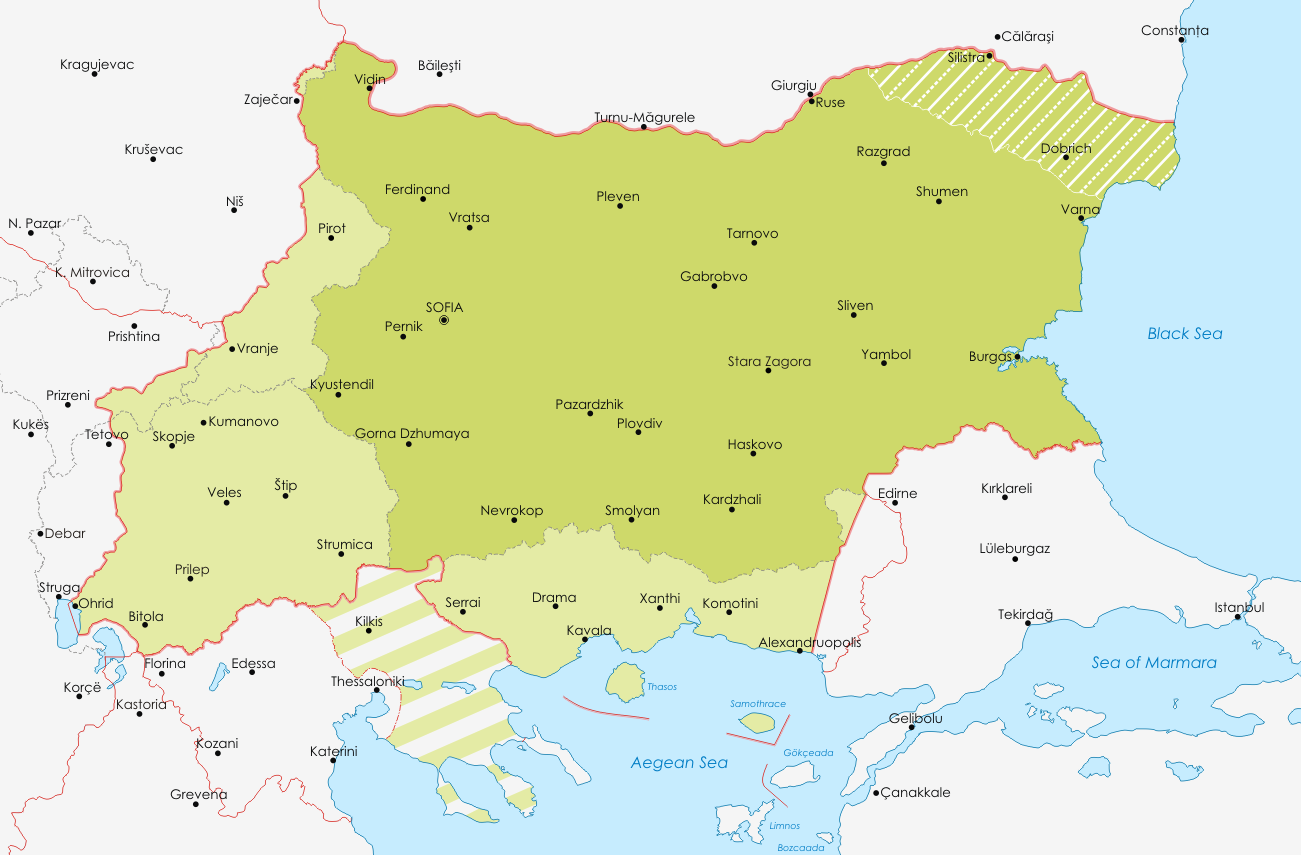
二戰時的保加利亞王國

在第一次世界大战中爆发初期，保加利亚就意识到了这是一个报复的好机会，它在1915年加入同盟国集团，迅速和德奥联军一起占领了塞尔维亚，后来又进军罗马尼亚。在德军基本撤出巴尔干防线的情况下，保军成了主力，并且在战争的大部分时间里稳定了这条战线。直到1918年停戰。战败的保加利亚，失去了在爱琴海的海岸线，军队也被解散。保加利亚在遭受受战争赔款重压下开始动荡。在国王鲍里斯三世的絕對君主制和威權統治下经历了一个逐步独裁化、政权法西斯化的过程。1923年一群軍官在鮑里斯的支持下暗殺了首相，1925年索非亞大教堂發生炸彈爆炸案；此後，政府發動白色恐怖，這突顯該國議會政治僅為表象，執政黨在政治中佔據絕對主導地位，政府依靠殘酷鎮壓實現穩定，且持續到大蕭條年代。
第二次世界大战初期，納粹德國和意大利王國的维也纳仲裁让保加利亞王國夺回了南多布罗加（1940年9月7日《克拉约瓦条约》）。由于意大利军队在希腊的失败，加上南斯拉夫親英國，促使德国决定干涉巴尔干半岛，计划佔領南斯拉夫及希臘並必須通過保加利亚。1941年3月1日亲德的首相博格丹·菲洛夫在维也纳代表保加利亚签署了《三国同盟条约》，正式加入了轴心国。在南斯拉夫戰役中，保军担任德军的侧翼掩护任务，并在战后分得了南斯拉夫马其顿的大部，在希臘戰役，保加利亞佔領了希腊西色雷斯，但萨洛尼卡卻由德國托管。苏德战争爆发后，保加利亚国王借口保加利亚人对俄国感情深厚，沒有參加對蘇作戰。1943年8月28日，鲍里斯三世猝死，死时49岁。1944年美英苏盟国对保的大空袭开始。早在1941年成立的反法西斯祖国阵线到1944年春天，已经有约18000名游击队员。1944年7月，巴吉安诺夫接任首相，于8月17日宣布保加利亚中立。保加利亚政府在苏联壓力下于1944年8月25日要求境内駐紮的德军离境。1944年9月5日，苏联向保加利亚宣战。9月8日，刚刚就任首相的穆拉维也夫宣布保加利亚对德宣战倒戈盟軍。9月9日，首都发动不流血政变，保加利亞王室被推翻。共产党掌握了司法和内政的控制权。保加利亚皇家陆军接受苏军指挥，参加了对德战争。

### 现代历史

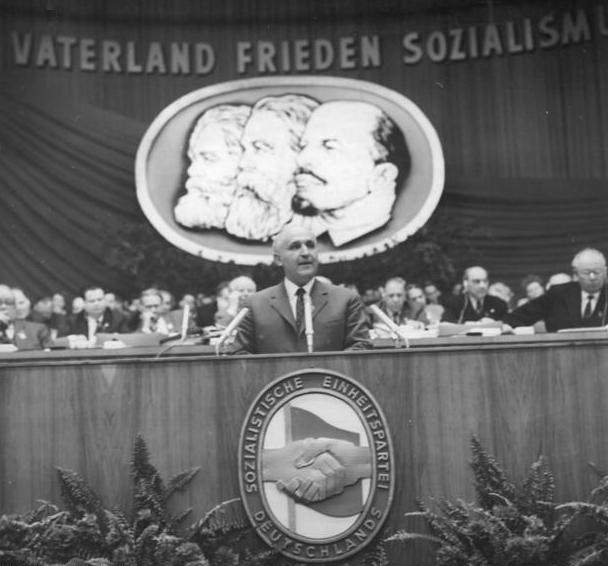
日夫科夫在德国统一社会党大会上的讲话

二战后，保加利亚留住了重新夺回的多布罗加南部，并被划入苏联的势力圈。1946年废除君主制，成立保加利亞人民共和國，格奥尔基·季米特洛夫成为保加利亚人民共和国首任领导人。在喬治·季米特洛夫的領導下，保加利亞成為了一個壓制性的、迅速工業化的斯大林主義國家。保加利亚于1955年成为华沙条约组织的一个成员，在托多爾·日夫科夫的領導下，蘇聯式的計劃經濟出現了一些試驗性的市場導向政策。與戰時水平相比，到1980年代，國家GDP增長了五倍，人均GDP增長了四倍。
在1989年民主運動的影響下，共產黨政府於1989年11月10日垮台，国名從保加利亞人民共和國改为保加利亚共和国，開始向議會民主制過渡。1990年6月舉行第一次自由選舉，1991年7月通過了一部新憲法，規定相對弱勢的民選總統和總理對立法機關負責。保加利亞於2004年3月29日年成為北約成員國，於2007年1月1日成为欧洲联盟的一员。

### 近代政權列表
| 政權               | 存續日期       | 政體   | 國體                           | 國旗               | 國徽 | 地圖 |
| ------------------ | -------------- | ------ | ------------------------------ | ------------------ | ---- | ---- |
| 保加利亞大公國     | 1878年－1908年 | 單一制 | 大公國 二元制君主立憲制        | 保加利亞大公國     |      |      |
| 保加利亞王國       | 1908年－1946年 | 單一制 | 君主立憲制 議會制君主立憲制    | 保加利亞王國       |      |      |
| 保加利亞人民共和國 | 1946年－1990年 | 單一制 | 社會主義共和國 一黨專政        | 保加利亞人民共和國 |      |      |
| 保加利亞共和國     | 1990年-        | 單一制 | 議會共和制 共和立憲制 憲政主義 | 保加利亚           |      |      |

## 政治
保加利亞是议会共和制國家，總理是政府首腦。虽然總統的權力有限，但可以行使覆議權让议会再次讨论。议会则可通过多数决议议会让该被驳回的法律生效。由240名代表組成的一院制國民議會通過直接普選選出，任期四年，拥有立法、批准政府开支预算、计划总统选举、选举或撤除总理、宣战、决定在国外驻军和批准外交协议的权力。
總體而言，保加利亞顯示出政府不穩定的模式。2009年至2021年期間，博伊科·鮑里索夫擔任了三屆總理，當時他的中右翼親歐盟黨GERB贏得了大選，並在國民議會中以117個席位的少數政府身份執政。他的第一屆政府於2013年2月20日在全國範圍內因公用事業成本高、生活水平低、腐敗和民主制度的失敗而引發抗議後辭職。隨後在5月舉行的提前選舉導致GERB以微弱優勢獲勝，但在鮑里索夫未能獲得議會支持後，保加利亞社會黨最終組建了由帕門·奧列沙斯基領導的政府。在持續的大規模抗議活動中，奧列沙斯基政府於2014年7月辭職。看守政府接管並召集了2014年10月的選舉，這導致了GERB的第三次勝利，但共有八個政黨進入議會。鮑里索夫與幾個右翼政黨組成聯盟，但在其政黨支持的候選人未能贏得2016年總統大選後再次辭職。GERB再次贏得了2017年3月的提前選舉，但在議會中擁有95個席位。他們與擁有27個席位的極右翼聯合愛國者聯盟結成了聯盟。鮑里索夫的上一屆內閣見證了新聞自由的急劇下降，以及一些腐敗事件的揭露，引發了2020年的又一波大規模抗議活動。GERB在2021年4月的常規選舉中首先出現，但其結果是迄今為止最弱的。所有其他黨派都拒絕組建政府，在短暫的僵局之後，又要求在2021年7月舉行另一次選舉，屆時斯特凡·亞內夫將擔任看守內閣的臨時總理。在2021年7月的提前選舉中，反精英政黨ITN以24.08%的得票率位居第一，前總理博伊科·鮑里索夫領導的GERB聯盟以23.51%的得票率位居第二。
自由之家報告稱，2009 年後民主治理持續惡化，理由是媒體獨立性下降、改革停滯不前、最高層濫用職權以及地方政府對中央政府的依賴增加。保加利亞仍被列為“自由”，其政治制度被定為半民主國家，儘管分數不斷下降，民主指數將其定義為“有缺陷的民主”。

## 行政区划
保加利亞是一個單一制國家。自1880年代以來，一级行政區的數量從7個變化到26個。1987年至1999年間，行政結構由九個省組成。在經濟體制下放的同時，採用了新的行政結構。它包括28個州。所有州的名字都取自各自的首府。各州細分為265個市鎮。

## 地理

保加利亞地形圖

保加利亞位於歐洲東南部、巴爾幹半島東部。北與羅馬尼亞接壤，西與塞爾維亞和北馬其頓、希臘接壤，南臨土耳其，東臨黑海。多瑙河是保加利亚与罗马尼亚的界河。其領土面積為110,994平方公里，與五個鄰國的陸地邊界總長1,808公里，海岸線長354公里。巴爾干山脈從西向東橫貫該國中部，将保加利亚分为北部的多瑙河平原和南部的色雷斯低地，西南部是罗多彼山脉，其最高峰穆萨拉峰高2925米，是保加利亚和巴尔干半岛的最高点。平原約佔領土的三分之一，而高原和丘陵則佔41%。
保加利亞地處地中海、大洋和大陸氣團的交匯點，加上山脈的屏障效應，氣候多變。與巴爾干山脈以南的地區相比，保加利亞北部平均氣溫低1°C，降水量多200毫米。不同地區的溫度幅度差異很大。記錄的最低溫度為-38.3°C，而最高溫度為45.2°C。年平均降水量約為630毫米，在山區超過2,500毫米。大陸氣團在冬季帶來大量降雪。
保加利亞超過35%的土地面積被森林覆蓋。氣候、水文、地質和地形條件的相互作用產生了相對廣泛的植物和動物物種。保加利亞是歐洲生物多樣性最豐富的國家之一，在3個國家公園、11個自然公園、10個生物圈保護區和565個保護區中得到保護。歐洲233種哺乳動物中有93種在保加利亞發現，還有49%的蝴蝶和30%的維管植物物種。大型哺乳動物包括約十萬只鹿、近九萬只野豬、近五萬只狼和三萬多只狐狸，三分之一的築巢鳥類可以在里拉國家公園找到，植物群包括 3,800 多種維管植物，其中170種是地方性的，150種被認為是瀕危的。

## 军事與外交
保加利亚于1955年12月14日被批准加入联合国，成为联合国成员国。自1966年以來，保加利亚已三度成為安理會非常任理事國，最近一次是在2002年至2003年期間。它也是聯合國安全組織的創始國之一。1975年的歐洲合作（歐安組織）。自共產主義垮台以來，歐洲-大西洋一體化一直是優先事項，儘管共產主義領導層也希望在1987年之前退出華沙條約並加入歐洲共同體。保加利亞於2005年4月25日簽署了《歐盟加入條約》，並於2007年1月1日成為歐盟的正式成員。此外，它與羅馬尼亞和希臘有三方經濟和外交合作。
在阿富汗戰爭期間，保加利亞派遣了6架飛機和200名士兵。隨著2004年3月加入北約和2006年4月簽署美國-保加利亞國防合作協議，保加利亚國際軍事關係進一步擴大。美國開始和保加利亞軍隊合作使用聯合軍事訓練設施。儘管保加利亞積極開展國際防務合作，但仍是全球最和平的國家之一，在國內和國際衝突方面與冰島並列第6位，在全球和平指數中平均排名第26位。
國防是由陸軍、海軍和空軍組成的全志願保加利亞武裝部隊的責任。陸軍由2個機械化旅和8個獨立團營組成；空軍在六個空軍基地擁有 106 架飛機和防空系統，海軍則擁有各種艦船、直升機和海防武器。現役部隊從1988年的152,000人減少到2017年的31,300人，另外還有3,000名預備役人員和16,000名準軍事人員。軍事庫存主要包括蘇聯設備、S-300防空系統和SS-21 聖甲蟲短程彈道導彈。

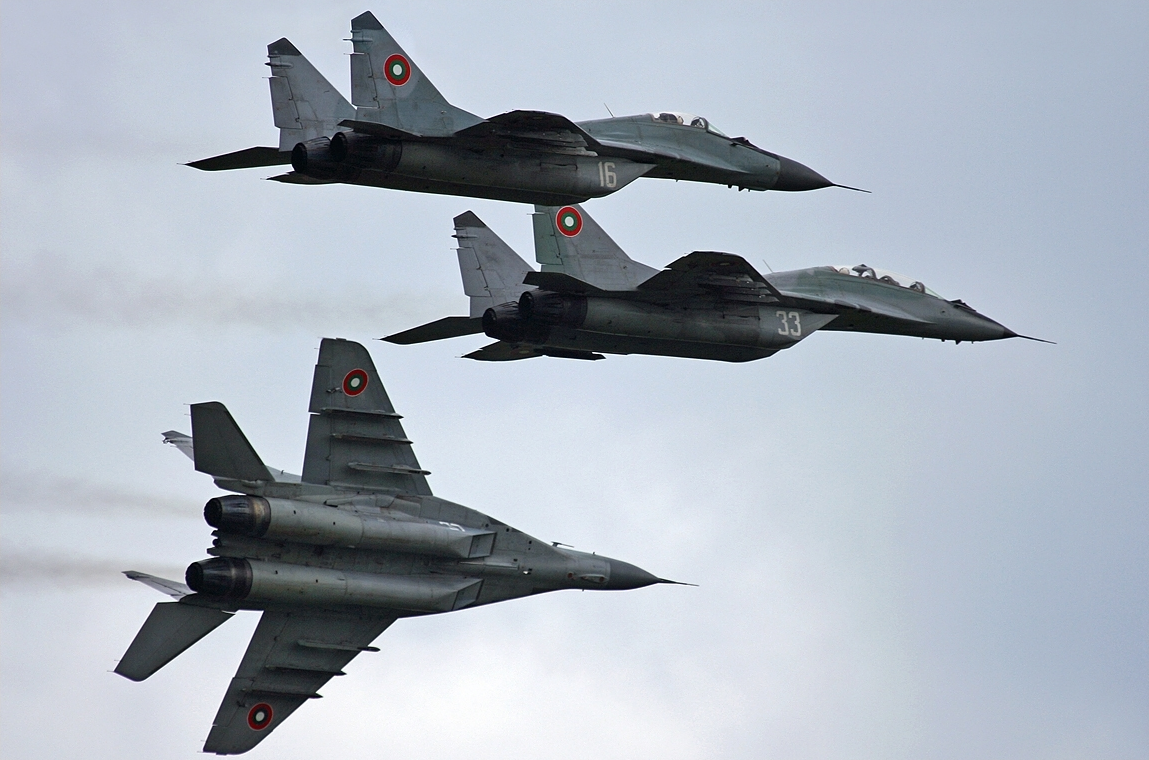
保軍米格29
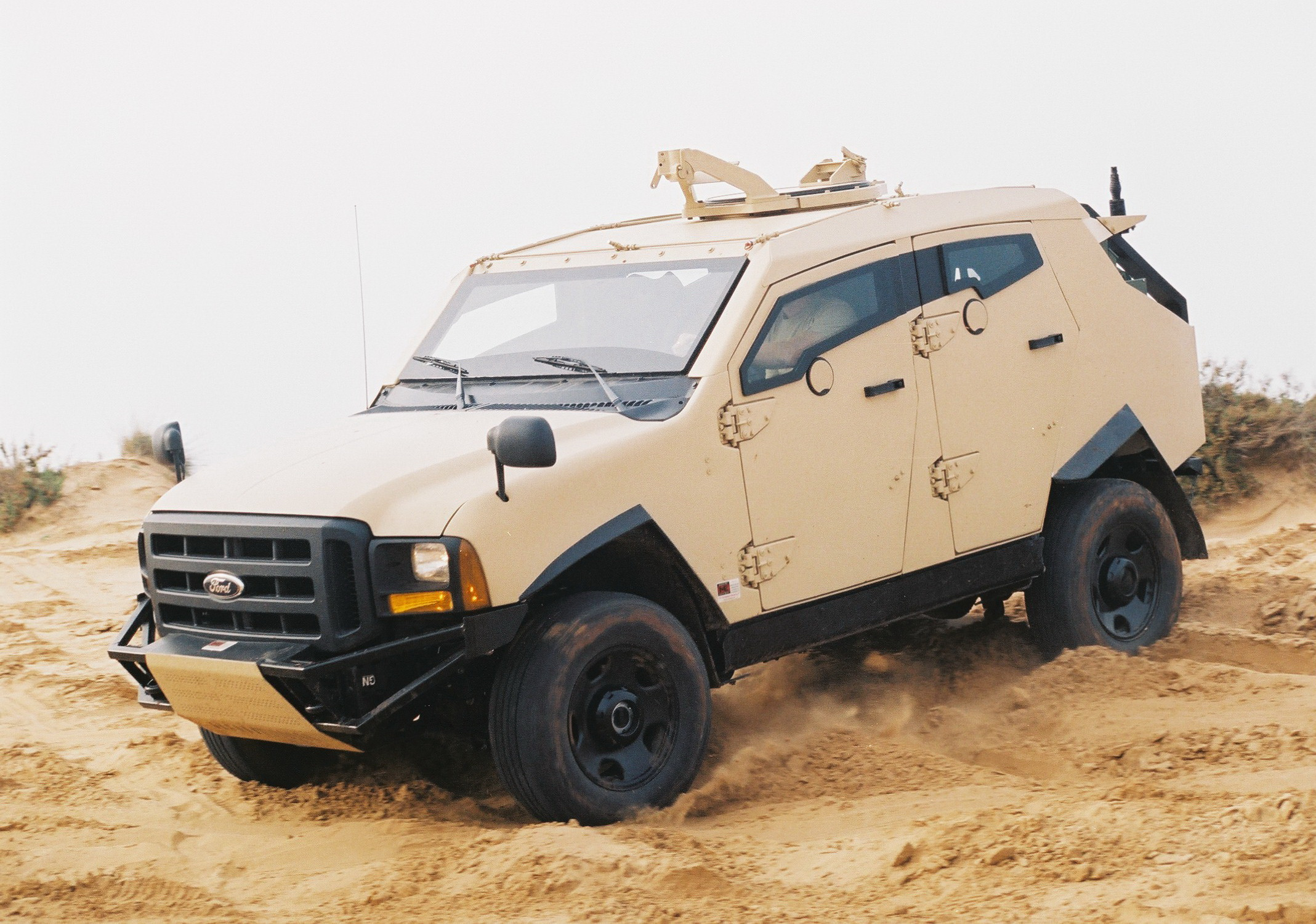
保軍外購的以色列沙貓裝甲車

## 经济

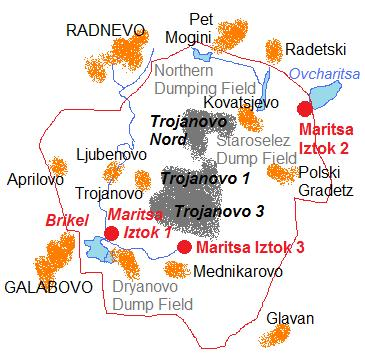
煤礦區

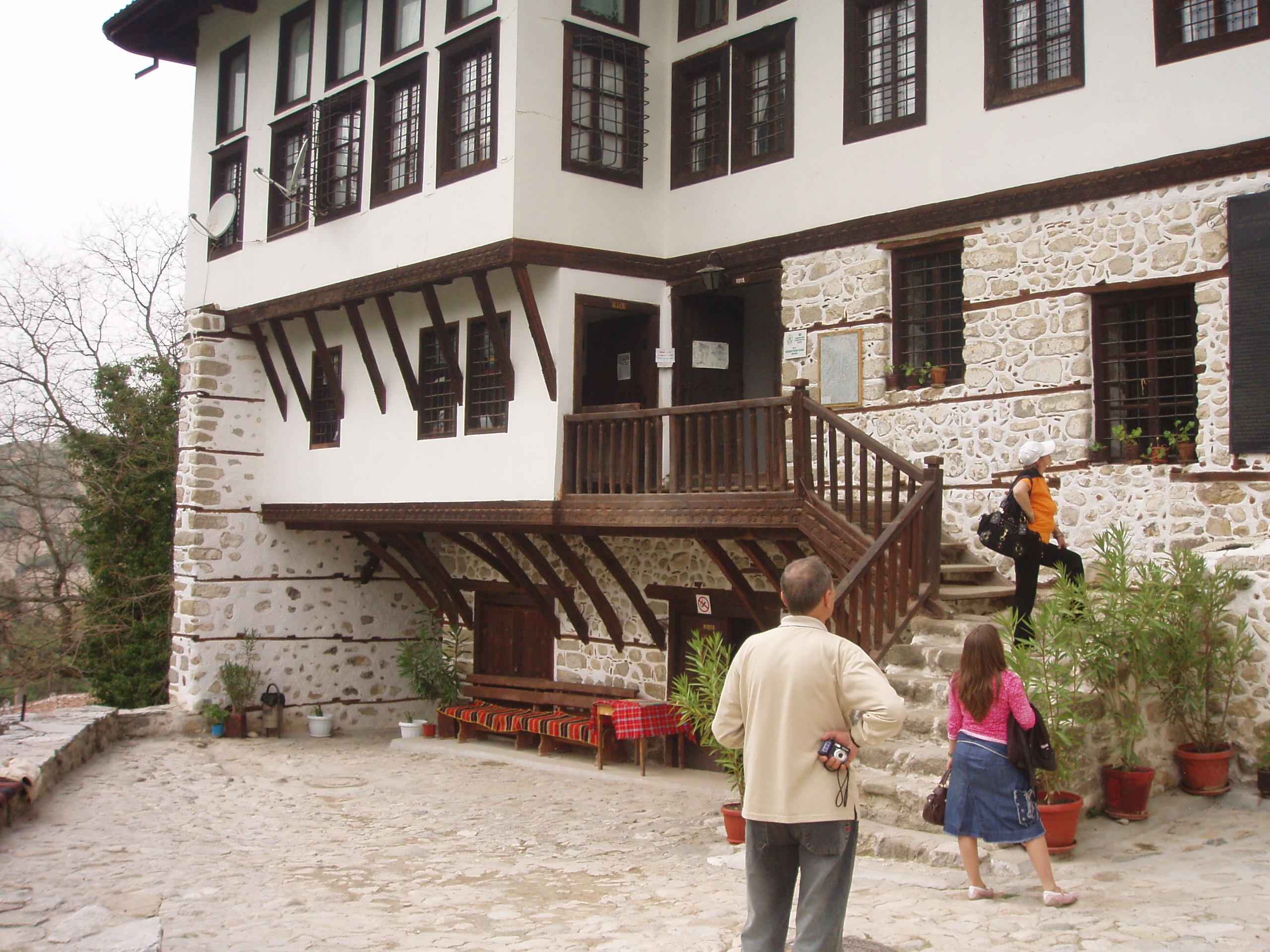
層式建築

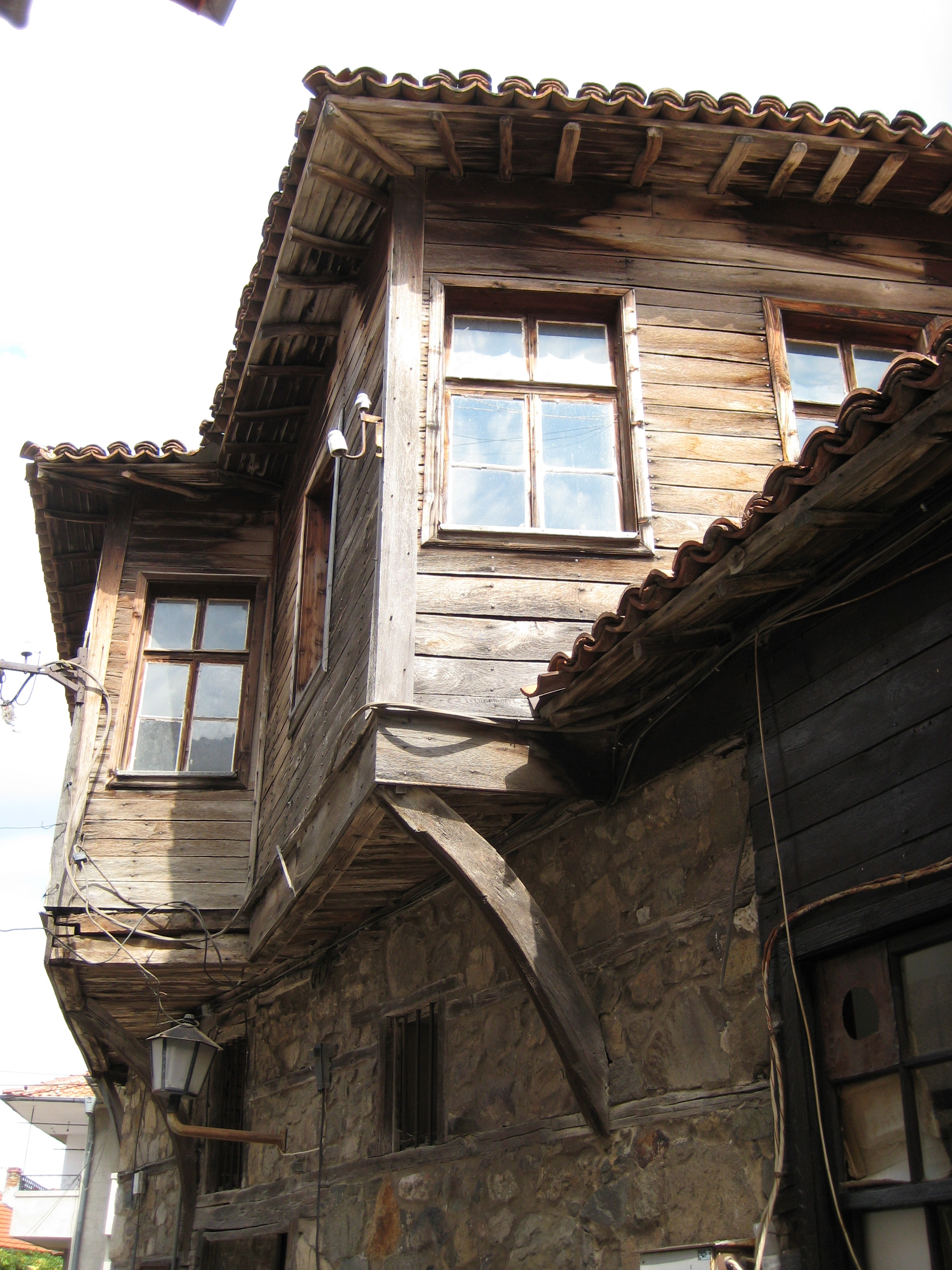
迷你型房屋

保加利亞擁有開放的中高收入範圍市場經濟，私營部門佔GDP的70%以上。1948 年，保加利亞從一個以農村人口為主的農業國家開始，到 1980 年代已轉變為工業經濟體，科學和技術研究是其預算支出的首要任務。1990年東方市場的喪失以及隨後計劃系統的“休克療法”導致工業和農業生產急劇下降，最終導致1997年經濟崩潰。經濟在幾年後的快速增長時期基本恢復，但每月 1,036 列瓦（615 美元）的平均工資仍然是歐盟最低的。超過五分之一的勞動力以每小時1.16美元的最低工資工作。
2003年實現了平衡預算，第二年該國開始出現盈餘。2017年的支出為211.5億美元，收入為216.7億美元。大多數政府在機構上的支出都專門用於安全。國防部、內政部和司法部在年度政府預算中分配的份額最大，而負責環境、旅遊和能源的部門獲得的資金最少。稅收佔政府收入的大部分，佔GDP的30%。保加利亞的企業所得稅稅率為歐盟最低，為10%。稅收制度是兩級的。增值稅、消費稅、公司和個人所得稅是全國性的，而房地產稅、遺產稅和車輛稅則由地方當局徵收。2000 年代初期強勁的經濟表現將政府債務從1998年的79.6%降低到2008年的14.1%。此後，到2016年，它已增加到GDP的28.7%，但仍然是歐盟第三低的。2019年人均GDP（以PPS計）和生活成本分別為歐盟平均水平的53%和52.8%。2016年全國PPP國內生產總值估計為1431億美元，人均價值為20,116美元。經濟增長統計數據考慮了來自非正規經濟的非法交易，這是歐盟最大的經濟產出百分比。保加利亞國家銀行發行本國貨幣保加利亞列弗，以每歐元1.95583保加利亞列弗的匯率與歐元掛鉤。2026年起，保加利亚将会转用欧元，同时启用保加利亚的欧元硬币。
經過連續幾年的高速增長，2007-2008年金融危機的影響導致2009年GDP縮水3.6%，失業率上升。2010年恢復了正增長，但公司間債務超過 590 億美元，這意味著 60% 的保加利亞公司相互負債。到2012年，它已增加到970億美元，佔GDP的227%。政府在國際貨幣基金組織和歐盟的鼓勵下實施了嚴格的緊縮措施，以取得一些積極的財政成果，但根據國際工會聯合會的說法，這些措施的社會後果，如收入不平等加劇和加速向外移民，已經是“災難性的”。保加利亞在腐敗感知指數中排名第71位，並且是歐盟最嚴重的腐敗水平，這種現象仍然是公眾深刻不滿的根源。與有組織犯罪一起，腐敗導致該國的申根區申請被拒絕和外國投資撤出。政府採購尤其是腐敗風險的關鍵領域。估計每年有 100億列弗（59.9億美元）的國家預算和歐洲凝聚力資金用於公開招標；僅2017年就有近140億列弗（83.8億美元）用於公共合同。在普遍存在的違規行為、違反程序和量身定制的授予標準的情況下，這些合同中有很大一部分授予了少數與政治相關的公司。儘管歐盟委員會一再批評, 歐盟機構避免對保加利亞採取措施，因為它在許多問題上支持布魯塞爾，這與波蘭或匈牙利不同。
保加利亞的勞動力為336萬人，其中6.8%從事農業，26.6%從事工業，66.6%從事服務業。金屬和礦物的提取、化學品的生產、機械製造、鋼鐵、生物技術、煙草、食品加工和石油精煉是主要的工業活動。僅採礦業就僱用了24,000人，並產生了該國GDP的約5%；所有採礦相關行業的就業人數為120,000人。保加利亞是歐洲第五大煤炭生產國。當地的煤、鐵、銅和鉛礦床對製造業和能源部門至關重要。保加利亞在歐盟以外的主要出口目的地是土耳其、中國和美國，而俄羅斯和土耳其是迄今為止最大的進口夥伴。大部分出口產品是製成品、機械、化學品、燃料產品和食品。三分之二的食品和農產品出口到經合組織國家。儘管1990年至2008年間穀物和蔬菜產量下降了40%，但穀物產量此後有所增加，2016-2017年的穀物產量為十年來最高。保加利亞還種植玉米、大麥、燕麥和大米。優質東方煙草是一種重要的經濟作物。保加利亞也是全球最大的薰衣草和玫瑰油生產國，兩者都廣泛用於香水。在服務業，旅遊業是經濟增長的重要貢獻者。索非亞、普羅夫迪夫、大特爾諾沃、沿海度假勝地阿爾貝納、金沙和陽光海灘以及冬季度假勝地班斯科、潘波羅沃和波羅維茨是遊客訪問量最大的一些地點。大多數遊客是羅馬尼亞人、土耳其人、希臘人和德國人。

## 交通
全國公路網總長19,512公里，其中19,235公里已鋪設瀝青。鐵路是一種主要的貨運方式，儘管公路承擔的貨運份額越來越大。保加利亞擁有6,238公里的鐵路軌道，有通往羅馬尼亞、土耳其、希臘和塞爾維亞的鐵路線，還有直達基輔、明斯克、莫斯科和聖彼得堡的特快列車。索非亞和普羅夫迪夫是該國的航空旅行樞紐，而瓦爾納和布爾加斯是主要的海上貿易港口。

## 人口

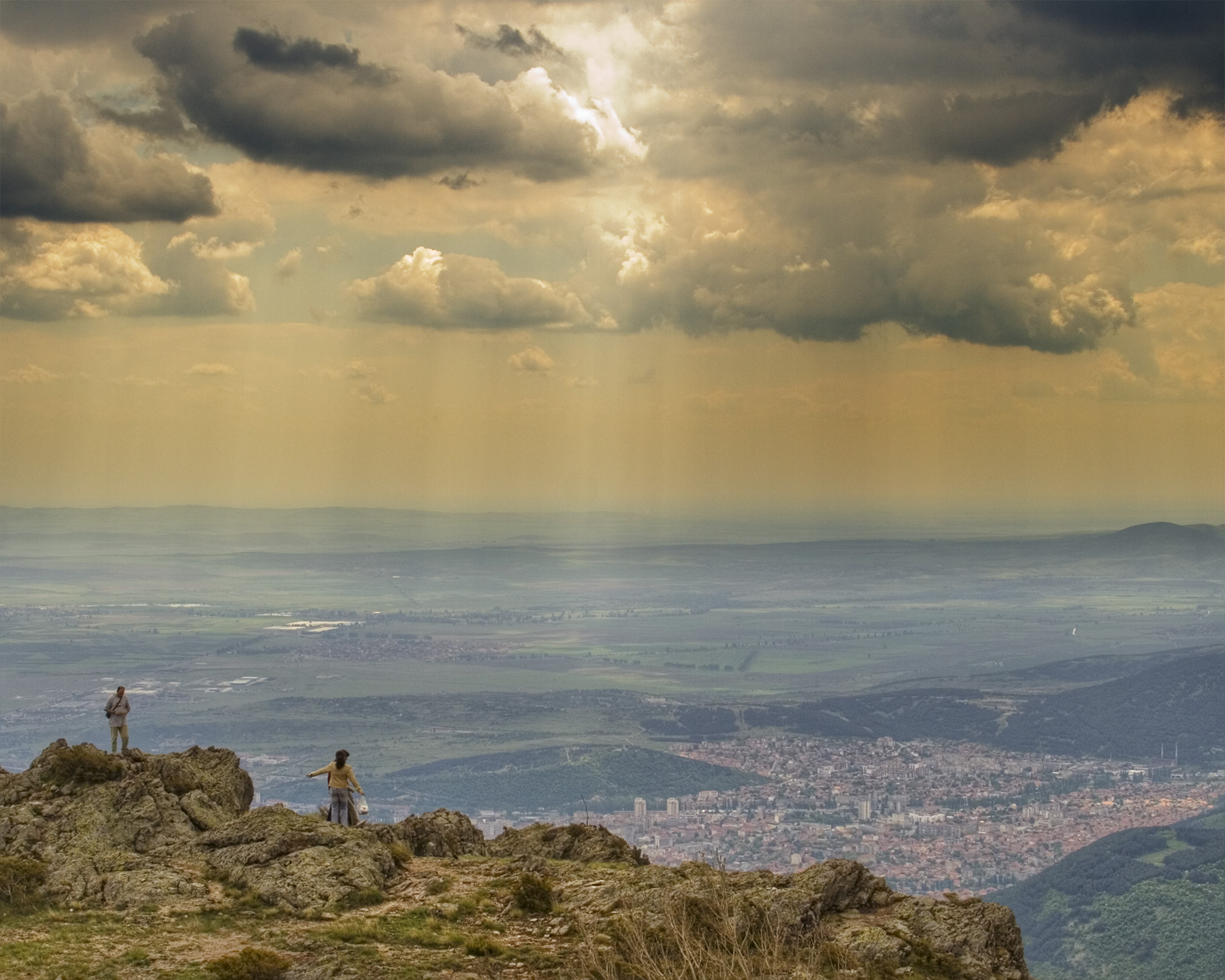
鸟瞰保加利亚中部城市斯利文

根据2021年的全国人口普查，保加利亚的人口暴跌至只有650万人，約72.5%人口居住在城市地區。 截至2019年保加利亚族为主要民族，占总人口的84.8%。少数民族当中，土耳其族和罗姆人分别占8.8%和4.9%；大约40个较小的少数民族共占0.7%，另有0.8%不认同自己属于某个族群。
2018年，保加利亞的平均總生育率（TFR）為每名婦女1.56個孩子，低於2.1的更替率也達到人口暴跌警戒線範圍內，更遠低於1905年每名婦女5.83個孩子的歷史最高水平。隨著年青人多已移民到西歐和美國工作生活，加上生育率長期處於極低水平，保加利亞因此擁有世界上最老齡化的人口，平均年齡為43歲。
保加利亞正處於人口不足危機狀態，並與格魯吉亞、拉脫維亞、烏克蘭等多個東歐前共產國家一併成為近年全球人口跌幅最大的國家，保加利亞現時總人口較1990年代減少了接近30%。自1990年代初以來，它的人口出現負增長，當時正值經濟崩潰導致的長期的移民潮。到2005年，約有937,000至1,200,000人（主要是年輕人）離開了該國。大多數孩子都是未婚婦女所生。此外，三分之一的家庭只有一個人，即使是二人三人家庭也是共產時期或民主化政策實施初期誕下居多，75.5%的家庭沒有16歲以下的孩子。

### 主要城市
| 1  | 索菲亞     | 索菲亞市州   | 1,190,256 | 11 | 佩爾尼克       | 佩爾尼克州       | 66,991 |
| 2  | 普羅夫迪夫 | 普羅夫迪夫州 | 321,824   | 12 | 哈斯科沃       | 哈斯科沃州       | 64,564 |
| 3  | 瓦爾納     | 瓦爾納州     | 311,093   | 13 | 布拉戈耶夫格勒 | 布拉戈耶夫格勒州 | 62,810 |
| 4  | 布爾加斯   | 布爾加斯州   | 188,242   | 14 | 揚博爾         | 揚博爾州         | 60,641 |
| 5  | 魯塞       | 魯塞州       | 123,134   | 15 | 大特尔诺沃     | 大特尔诺沃州     | 59,166 |
| 6  | 舊扎戈拉   | 舊扎戈拉州   | 121,582   | 16 | 帕扎爾吉克     | 帕扎爾吉克州     | 55,220 |
| 7  | 普列文     | 普列文州     | 90,209    | 17 | 弗拉察         | 弗拉察州         | 49,569 |
| 8  | 斯利文     | 斯利文州     | 79,362    | 18 | 阿塞諾夫格勒   | 普羅夫迪夫州     | 45,474 |
| 9  | 多布里奇   | 多布里奇州   | 71,947    | 19 | 加布羅沃       | 加布羅沃州       | 44,786 |
| 10 | 舒門       | 舒門州       | 67,300    | 20 | 卡贊勒克       | 舊扎戈拉州       | 41,768 |

## 文化
保加利亞民間傳說的一個基本元素是火，用來驅除邪靈和疾病，一些對抗邪靈的儀式倖存下來，並且仍在實行皮林國家公園、斯雷伯納自然保護區、馬達拉騎士、斯韋什塔里和卡贊勒克的色雷斯墓葬、里拉修道院、博亞納教堂、伊万諾沃岩石教堂和古城內塞伯爾被聯合國教科文組織列為世界遺產。里拉修道院由保加利亞的守護神里拉的聖約翰建立，自中世紀以來，他的生活一直是眾多文學作品的主題。
10世紀普雷斯拉夫和奧赫里德文學學校的建立與中世紀保加利亞文學的黃金時期有關。學校對基督教經文的重視使保加利亞帝國成為斯拉夫文化的中心，使斯拉夫人受到基督教的影響，並為他們提供了書面語言。它的字母，西里爾字母，是由普雷斯拉夫文學學校開發的。許多文學和藝術傑作被奧斯曼征服者摧毀，藝術活動直到19世紀的民族復興時期才重新出現。宗教視覺藝術遺產包括壁畫、壁畫和圖標，其中許多是由中世紀的塔爾諾沃藝術學校製作的。民間音樂是迄今為止最廣泛的傳統藝術，並隨著遠東、東方、中世紀東正教和標準西歐音調和模式的融合而緩慢發展。國家電視台女聲合唱團在1990年因其演奏保加利亞民間音樂而獲得格萊美獎。
保加利亞國家廣播電台是最大的國家媒體機構。保加利亞媒體在2000年代初的報導中被描述為普遍公正，印刷媒體沒有法律限制。但很快新聞自由已經惡化到保加利亞在世界新聞自由指數中的全球排名第 111 位，低於所有歐盟成員國和候選成員國。
保加利亞菜與其他巴爾幹國家的菜相似，並表現出強烈的土耳其和希臘影響。考慮到對多種沙拉的文化偏好，肉類消費量低於歐洲平均水平。直到1989年，保加利亞一直是世界第二大葡萄酒出口國，但此後失去了這一地位。2016年生產了1.28億升葡萄酒，其中6200萬升主要出口到羅馬尼亞、波蘭和俄羅斯。

### 體育運動
保加利亞出現在 1896 年的第一屆現代奧運會上，當時它由體操運動員查爾斯·尚波代表。此後，保加利亞運動員共獲得55枚金牌、90枚銀牌和85枚銅牌，在歷史獎牌榜上排名第25位。舉重是保加利亞的標誌性運動，自1980年代以來培養了許多保加利亞世界和奧運會舉重冠軍。
足球是該國最受歡迎的運動。保加利亞國家隊的最佳表現是半決賽在1994年世界杯，斯托伊奇科夫是保加利亞有史以來最成功的球員；在 1990 年代為巴塞羅那足球俱樂部效力期間，他獲得了金靴獎和金球獎，並被認為是世界上最好的球員之一。盧多戈雷茨在僅僅九年的時間裡就從當地的第四分區晉級到了2014-15年歐洲冠軍聯賽小組賽階段。2018年排名第39位，是保加利亞在歐足聯中排名最高的俱樂部。

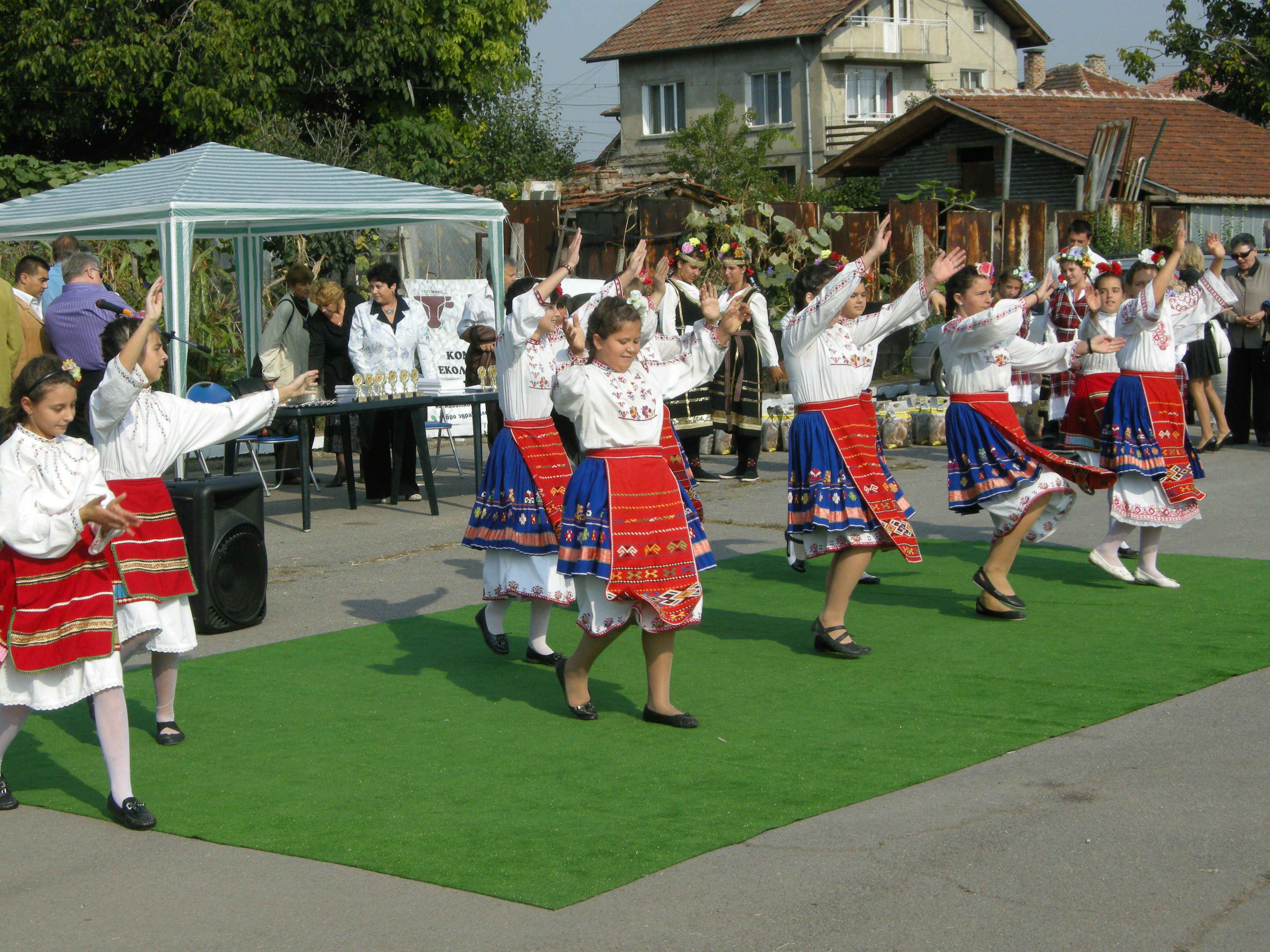
保加利亚民俗舞
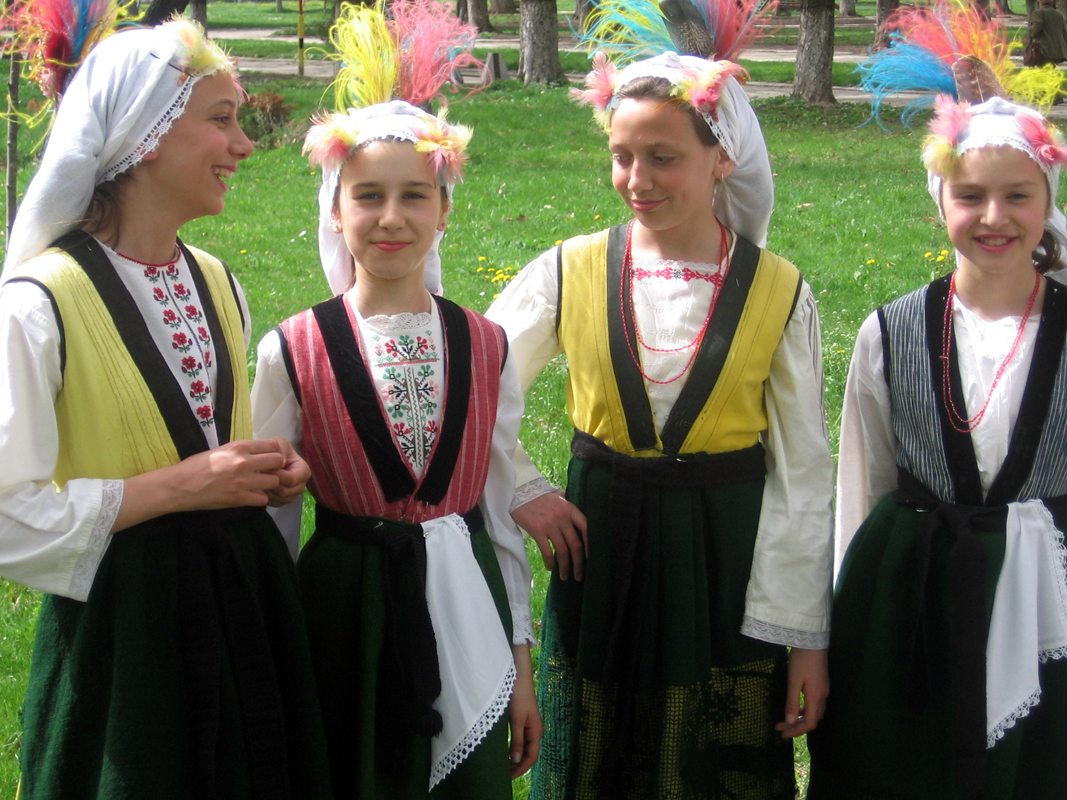
身着保加利亚民族服装的少女
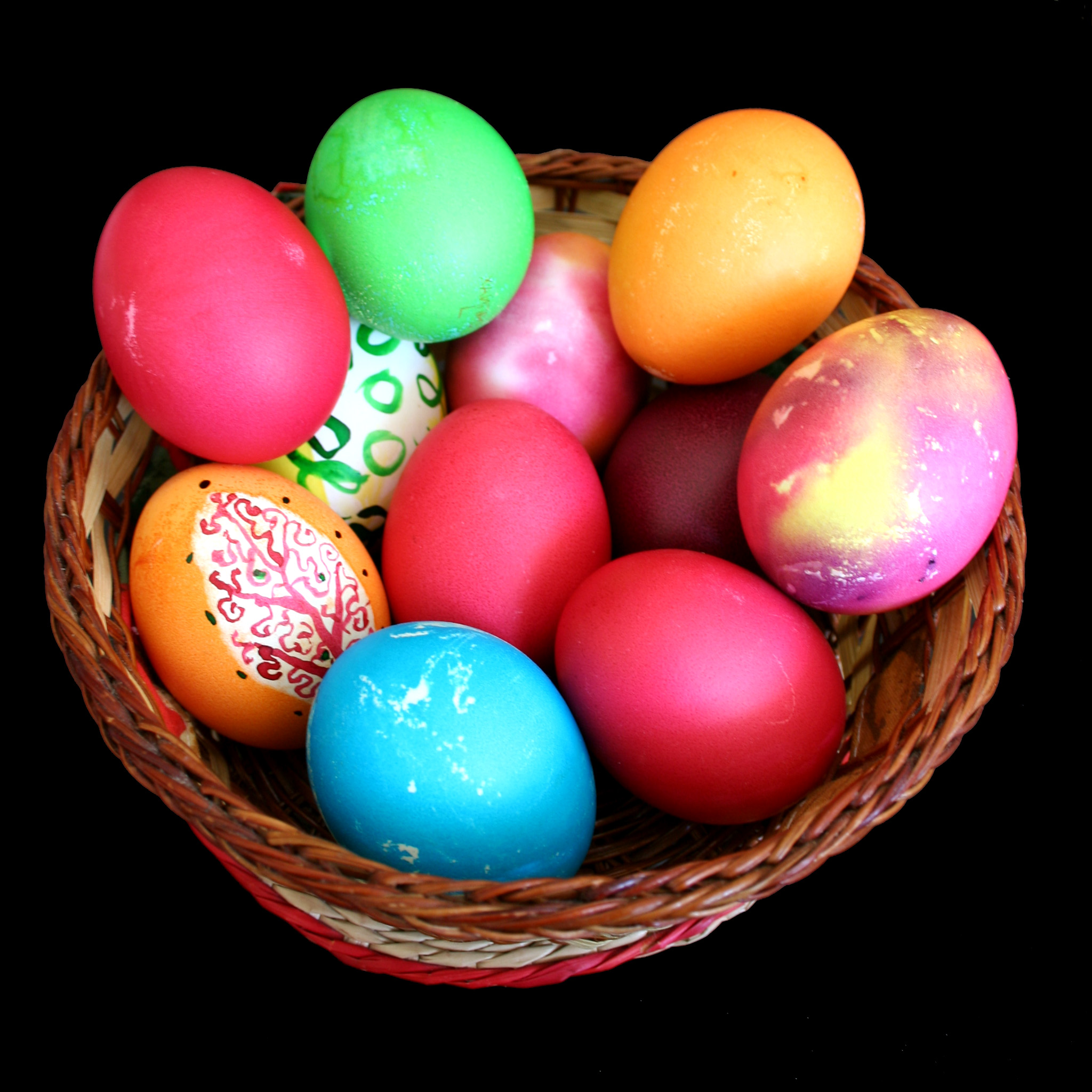
保加利亚传统复活节彩蛋

### 节假日
| 日期         | 中文名称                         | 当地名称                                                            | 说明                           |
| ------------ | -------------------------------- | ------------------------------------------------------------------- | ------------------------------ |
| 1月1日       | 元旦                             | Нова година                                                         |                                |
| 3月3日       | 保加利亚解放日                   | Ден на Освобождението на България от османско иго                   | 纪念1878年圣斯特凡诺条约的签署 |
|              | 复活节                           | Великден                                                            | 具体日期不固定                 |
| 5月1日       | 五一劳动节                       | Ден на труда                                                        |                                |
| 5月6日       | 保加利亚军队日                   | Гергьовден, Ден на храбростта и Българската армия                   |                                |
| 5月24日      | 保加利亚启蒙、文化和斯拉夫文学日 | Ден на българската просвета и култура и на славянската писменост    |                                |
| 9月6日       | 保加利亚统一日                   | Ден на Съединението на България                                     | 纪念1885年与东卢麦连的统一     |
| 9月22日      | 保加利亚独立日                   | Ден на Независимостта на България                                   | 1908年独立                     |
| 11月1日      | 民族复苏日                       | Ден на народните будители - неприсъствен за всички учебни заведения |                                |
| 12月24日     | 圣诞夜                           | Бъдни вечер                                                         |                                |
| 12月25、26日 | 圣诞节                           | Коледа, Рождество Христово                                          |                                |

## 外部連結
保加利亚政府
- Official governmental site（页面存档备份，存于）
- President of The Republic of Bulgaria（页面存档备份，存于）
- National Assembly of the Republic of Bulgaria
- Chief of State and Cabinet Members

相关资料
- 《世界概况》上有关Bulgaria的条目
- Bulgaria（页面存档备份，存于） information from the United States Department of State
- Portals to the World（页面存档备份，存于） from the United States Library of Congress
- Article Eco Friendly Bulgaria
- Bulgaria at UCB Libraries GovPubs
- 中的“保加利亚”

 維基媒體的Bulgaria地圖集 
- Bulgaria Gazette（页面存档备份，存于）

旅游
- 维基导游上有關保加利亚的旅行指南
- Bulgaria - video presentations from Bulgaria Tourism Authority（页面存档备份，存于）
- All cities and villages（页面存档备份，存于）
- The mountains of Bulgaria
- Image Gallery of Bulgaria
- Large Image Gallery of Bulgaria（页面存档备份，存于）
- Cars from antiquity to their appearance in Bulgaria